# Харланов, Иван Степанович
Иван Степанович Харланов (7 октября 1908, Слепцовская, Терская область — 11 декабря 1972, Москва) — полковник Советской Армии, участник Великой Отечественной войны, Герой Советского Союза (1943).

## Биография
Иван Харланов родился 7 октября 1908 года в станице Слепцовская (ныне — Сунжа в Ингушетии). После окончания шести классов школы работал в землеустроительной системе в Орджоникидзе. В 1929 году Харланов был призван на службу в Рабоче-крестьянскую Красную Армию. Окончил Орджоникидзевскую пехотную школу и курсы «Выстрел». С октября 1941 года — на фронтах Великой Отечественной войны. Участвовал в битве за Москву, Сталинградской и Курской битвах.
К августу 1943 года подполковник Иван Харланов командовал 1089-м стрелковым полком 322-й стрелковой дивизии 60-й армии Центрального фронта. 26 августа полк Харланова успешно прорвал немецкую оборону, освободив деревню Лобки Хомутовского района Курской области. В дальнейших боях, ведя наступление, он переправился через Сейм, Десну, Днепр и Припять. Во время битвы за Днепр Харланов вместе со всем полком участвовал в боях на плацдарме на его западном берегу. В тех боях противник потерял 2 танка, несколько орудий и около 250 солдат и офицеров.
Указом Президиума Верховного Совета СССР от 16 октября 1943 года подполковник Иван Харланов был удостоен высокого звания Героя Советского Союза с вручением ордена Ленина и медали «Золотая Звезда» за номером 2650.
После окончания войны Харланов продолжил службу в Советской Армии. В 1949 году он окончил Военную академию имени Фрунзе. В 1954 году в звании полковника Харланов был уволен в запас. Проживал в Москве по адресу: улица Панфилова, 2. Скончался 11 декабря 1972 года, похоронен на Головинском кладбище Москвы.
Был также награждён двумя орденами Красного Знамени, двумя орденами Суворова 3-й степени, орденом Красной Звезды, рядом медалей.